# Pantopipetta auxiliata
Pantopipetta auxiliata – gatunek kikutnic z rodziny Austrodecidae.
Wyrostki boczne odnóży krocznych oraz biodra pierwsze wyposażone są u tej kikutnicy w ostrogę grzbietową. Na odnóżach obecne są pazurki dodatkowe. Odwłok sięga końca drugich bioder czwartej pary odnóży.